# Litus karapuz
Litus karapuz är en stekelart som beskrevs av Triapitsyn och Vladimir V. Berezovskiy 2004. Litus karapuz ingår i släktet Litus och familjen dvärgsteklar. Inga underarter finns listade i Catalogue of Life.